# فرناندو ماركيز (مدرب كرة قدم برتغالي)
فرناندو ماركيز دي سوزا، مدرب كرة قدم برتغالي.
بدأ مسيرته التدريبية مع نادي أس سي فارينس في موسم 1989/1990، وفي عام 1991 عاد إلى تدريب نادي أس سي فارينس مرة أخرى، ودربهم حتى عام 1999، وفي موسم 1999/2000 درب نادي لوليتانو دي سي، وفي موسم 2000/2001 درب نادي أسي سي أولهايتز، وفي موسم 2001/2002 درب نادي إيه دي اوفاريتز، وفي عام 2002 انتقل إلى تدريب نادي لوليتا نو دي سي، ودربعم حتى عام 2004، وفي موسم 2004/2005 درب نادي أس سي كوفليها، وفي موسم 2005/2006 درب نادي السيب العماني، وفي موسم 2006/2007 درب نادي مسقط العماني، وفي موسم 2007/2008 وقع عقدا مع نادي النصر الكويتي.